# フアン・ヌニェス
フアン・ヌニェス・リマ（Juan Núñez Lima、1959年11月19日 ‐ ）は、ドミニカ共和国の元陸上競技選手。専門は短距離走。100mで10秒16、200mで20秒65の自己ベストを持つ、両種目の元ドミニカ共和国記録保持者。1983年ヘルシンキ世界選手権男子100mにおいて5位に入り、オリンピックも含めた100mで男女通じてドミニカ共和国勢初のファイナリストになった選手である（現在も唯一のファイナリスト）。

## 経歴
1983年8月のヘルシンキ世界選手権に出場すると、男子100mではドミニカ共和国勢最高成績となる5位、男子200でも1次予選棄権に終わったもののドミニカ共和国勢最高成績（当時）を記録した。
1988年9月のソウルオリンピックに出場すると、男子100mで準決勝2組5着という成績を残した。これは現在も男女通じて100mのドミニカ共和国勢最高成績である。

## 自己ベスト
記録欄の（　）内の数字は風速（m/s）で、+は追い風を意味する。
| 種目 | 記録           | 年月日        | 場所               | 備考                 |
| ---- | -------------- | ------------- | ------------------ | -------------------- |
| 100m | 10秒16 (+1.9)  | 1983年7月22日 | ハバナ             | 元ドミニカ共和国記録 |
| 100m | 10秒07w (+6.0) | 1987年8月9日  | インディアナポリス | 追い風参考記録       |
| 200m | 20秒65 (+0.7)  | 1983年7月23日 | ハバナ             | 元ドミニカ共和国記録 |

## 主要大会成績
備考欄の記録は当時のもの
| 年   | 大会                                | 場所               | 種目 | 結果    | 記録          | 備考                              |
| ---- | ----------------------------------- | ------------------ | ---- | ------- | ------------- | --------------------------------- |
| 1981 | 中央アメリカ・カリブ選手権 (en)     | サントドミンゴ     | 100m | 3位     | 10秒47        |                                   |
| 1981 | 中央アメリカ・カリブ選手権 (en)     | サントドミンゴ     | 200m | 優勝    | 20秒82        |                                   |
| 1982 | 中央アメリカ・カリブ海競技大会 (en) | ハバナ             | 100m | 3位     | 10秒33        |                                   |
| 1982 | 中央アメリカ・カリブ海競技大会 (en) | ハバナ             | 200m | 3位     | 21秒04        |                                   |
| 1983 | 中央アメリカ・カリブ選手権 (en)     | サントドミンゴ     | 100m | 優勝    | 10秒16 (+1.9) | 大会記録 ドミニカ共和国記録       |
| 1983 | 中央アメリカ・カリブ選手権 (en)     | サントドミンゴ     | 200m | 優勝    | 20秒65 (+0.7) | ドミニカ共和国記録                |
| 1983 | 世界選手権                          | ヘルシンキ         | 100m | 5位     | 10秒29 (-0.3) | ドミニカ共和国勢最高成績          |
| 1983 | 世界選手権                          | ヘルシンキ         | 200m | 1次予選 | DNS           |                                   |
| 1983 | パンアメリカン競技大会 (en)         | カラカス           | 100m | 2位     | 10秒14        |                                   |
| 1986 | 中央アメリカ・カリブ海競技大会 (en) | サンティアゴ       | 100m | 2位     | 10秒38        |                                   |
| 1986 | 中央アメリカ・カリブ海競技大会 (en) | サンティアゴ       | 200m | 2位     | 20秒79        |                                   |
| 1987 | 中央アメリカ・カリブ選手権 (en)     | カラカス           | 100m | 優勝    | 10秒22        |                                   |
| 1987 | 中央アメリカ・カリブ選手権 (en)     | カラカス           | 200m | 2位     | 20秒79        |                                   |
| 1987 | パンアメリカン競技大会 (en)         | インディアナポリス | 100m | 3位     | 10秒44        |                                   |
| 1988 | オリンピック                        | ソウル             | 100m | 準決勝  | 10秒35        | ドミニカ共和国勢最高成績 (2組5着) |